# 河合孝
河合 孝（かわい たかし、1956年 - 2020年8月14日）は、大阪府出身の元アマチュア野球選手、監督である。

## 来歴・人物
大阪府立市岡高等学校では、3年生の時に4回戦でPL学園高校と対戦し、惜敗し甲子園出場を逸する。
大阪市立大学卒業後は、1980年から大阪府立吹田高等学校で監督を務め、1983年から母校の市岡高等学校で監督を務め、1987年の第59回センバツ大会でチームの出場を導き、当大会の1回戦で47年ぶりの勝利を果たした。1995年の第67回センバツ大会でも出場を果たした。
その後、大阪府立阿武野高等学校や大阪府立港高等学校でも監督を務め、その一方で朝日放送で高校野球解説者を務めた。2017年には、育成功労賞を受賞した。
2020年8月14日、大阪市内の病院で死去。享年64歳。